# Lokaladverbial
Ein Lokaladverbial ist in der Grammatik ein Satzteil, der dazu dient, die beschriebene Situation – oder Teilaspekte davon – räumlich einzuordnen, oder aber den Geltungsbereich einer Aussage räumlich einzuschränken. Es handelt sich also um eine Klasse mit verschiedenen Untertypen, die als ganze nur durch „lokale“ Wortbedeutungen der betreffenden Ausdrücke grob bestimmt ist. Die Untertypen können verschiedene Bedeutungsbeziehungen zum Rest des Satzes eingehen und daher entsprechen ihnen auch verschiedene syntaktische Klassen; es gibt also keine einheitliche Wortstellungsregel für Lokaladverbiale als solche.
Mit der Bezeichnung Lokaladverbial sind manchmal nur statische Positionsangaben im Raum gemeint, die mit „wo?“ erfragt werden können, im Gegensatz zu Weg- bzw. Richtungsangaben, also den Direktional- oder Richtungsadverbialen. Diesem engeren Sinn steht aber ein weiter Sinn gegenüber, in dem die Bezeichnungen Lokaladverbial oder lokales Adverbial alle Arten von Adverbialen zusammenfassen sollen, die sich in irgendeiner Weise auf Orte beziehen: Position, Weg und Richtung. Manchmal wird auch so verfahren, dass Lokaladverbial die weite Bedeutung haben soll, und die engeren Bedeutungen mit den deutschen Ausdrücken Ortsangabe bzw. Richtungsangabe (oder Orts-/Richtungs-Bestimmung) unterschieden werden. Im vorliegenden Artikel wird der weitere Sinn zugrunde gelegt und die Klasse der Direktionale als Untergruppe der Lokaladverbiale mitbehandelt.
Die Bezeichnung Adverbiale Bestimmung oder Adverbial bezieht sich auf die grammatische Funktion eines Ausdrucks im Satz und lässt offen, wie der Ausdruck aufgebaut ist. Bei Lokaladverbialen handelt es sich häufig um Präpositionalphrasen (zum Beispiel „in der Küche“), aber es gibt auch Nebensätze, die Ortsangaben machen (Lokalsätze, zum Beispiel „(bleib) wo du bist“). Als Lokaladverb wird ein Einzelwort bezeichnet, das als Lokaladverbial dienen kann und sich keiner anderen Wortart eindeutig zuordnen lässt, zum Beispiel „dort, oben, wohin, ringsum“.
Lokaladverbiale dienen nicht nur als Modifikatoren bzw. Angaben. Adverbiale können generell auch Argumente sein (Ergänzungen, die vom Verb gefordert werden). Lokaladverbiale sind derjenige Typ von Adverbial, bei dem sich die Funktion als Argument des Verbs am häufigsten findet. Dieses enge Zusammenspiel betrifft Verben der räumlichen Konfiguration, wie zum Beispiel „(auf etwas) sitzen“, oder Verben mit einer Richtungskomponente wie „(etwas irgendwohin) stellen“.
Da lokale Adverbiale als Bedeutungsklasse von Adverbialen definiert sind, wird erwartet, dass sich diese Kategorie in allen Sprachen findet und dass auch die Unterscheidungen innerhalb dieser Kategorie zunächst für alle Sprachen relevant sind. Wie sich diese Kategorien im Zusammenhang der Grammatik bestimmter Einzelsprachen zeigen und verhalten, ist aber variabel. Daher wird im vorliegenden Artikel die Kategorie nur anhand des Deutschen beschrieben.

## Einteilungen der Bedeutungen von Lokaladverbialen
Ein Adverbial kann für die Grammatik des Deutschen definiert werden als ein Satzglied, das vom Prädikat zwar grammatisch abhängt, aber nicht von ihm kasusregiert wird (im Unterschied zu Objekten und Subjekten) und nicht lediglich eine Eigenschaft zu Subjekt oder Objekt angibt (im Unterschied zu Prädikativa). Einige der Bedeutungstypen, die unten aufgeführt sind, können auch in der Funktion von Attributen zum Substantiv begegnen (zum Beispiel Ortsangaben wie „das Haus auf dem Hügel“), diese sind aber von Ortsadverbialen dadurch unterschieden, dass sie keine Satzglieder sind. Solche Fälle werden im vorliegenden Artikel also nicht mitbehandelt, ebenso wie nähere Bestimmungen zu Adjektiven oder Präpositionen (die in einem engeren Sinn ebenfalls keine Adverbiale sind, allerdings wird die Terminologie hier unterschiedlich gehandhabt, siehe Attribut (Grammatik) #Attribute in einem weiteren Sinn).

### Ort und Weg
Eine Hauptunterscheidung, die bei der Darstellung von Lokaladverbialen am häufigsten genannt wird, ist die zwischen Orts- und Wegangaben.

#### Lokale Positionsadverbiale
Ortsangaben bezeichnen Positionen im Raum. Manche Präpositionen, die räumliche Positionen bezeichnen, haben auch eine Dublette als Zeitadverbial, zum Beispiel gleichlautend „vor dem Haus“ und „vor den Ferien“ oder „in diesem Haus“ und „in diesem Jahr“ (vgl. im Artikel Temporaladverbial #Bestimmung der zeitlichen Lage). Beide Typen können als Positionsadverbiale bezeichnet werden, man kann also lokale und temporale Positionsadverbiale unterscheiden.
Orte werden am häufigsten so bestimmt, dass man die relative Lage zu einem anderweitig etablierten Bezugsobjekt angibt, etwa: „vor unserem Haus“: Dieser Ausdruck bezeichnet eine räumliche Region, die ausgehend vom Bezugspunkt „Haus“ ermittelt wird. (Diese Konstruktion ist wiederum parallel zu den temporalen Positionsadverbialen, die eine Zeit an einem anderweitig benannten zeitlichen Bezugspunkt verankern, etwa: „vor den Ferien“.) Im Falle des Wortes „hier“ handelt es sich um eine Relation zum Ort des Sprechers, der Orientierungsrahmen ist dann also deiktisch gegeben (d. h. durch Bezug auf die Äußerungssituation; analog zur zeitlichen Lokalisierung bei „jetzt“, der Zeit der Äußerung).
Welche Art von Gegenstand an einem Ort lokalisiert werden kann, ist im Prinzip offen. Bei attributiven Ortsangaben wird der Gegenstand lokalisiert, auf den sich das Substantiv als Kern der attributiven Konstruktion bezieht, zum Beispiel „der Stuhl neben mir“. In der Relation „x neben y“ ist also x = „der Stuhl“. Adverbiale modifizieren jedoch das Prädikat und nicht ein Substantiv, folglich liegt es nahe, dass das, was lokalisiert wird, dann die vom Prädikat bezeichnete Situation ist (vgl. im Artikel Ereignissemantik). Hierzu gibt es aber in einigen Fällen auch Alternativen.

#### Direktionale Adverbiale
Der zweite inhaltliche Haupttyp sind Direktionale, von denen verschiedene Verwendungsvarianten existieren:
- Bewegung, zum Beispiel „in die Stadt fahren“: Hier gibt es einen Bewegungspfad, also eine geordnete Folge von Orten, die ein sich bewegender Gegenstand nacheinander durchläuft; folglich ist hier die räumliche Angabe mit einer zeitlichen Dimension verknüpft.[9]

- Statische Situationen, zum Beispiel Erstreckung: „der Wald reicht bis an das Ufer“ oder reine Richtungen, zum Beispiel „die Kompassnadel zeigt nach Norden“, „der Wegweiser zeigt in den Wald“.

Diese Bedeutungsvarianten können so aufgefasst werden, dass die beteiligten Präpositionalphrasen nur eine allgemeine direktionale Grundbedeutung haben und dass die unterschiedlichen Interpretationen von Bewegung, Erstreckung und Richtung durch die beteiligten Verben bewirkt werden. (Siehe auch den gleich folgenden Abschnitt.)

### Zusammenspiel mit dem Verb: Angaben und Ergänzungen
Nicht alle Adverbiale sind stets weglassbare „nähere Bestimmungen“ (Angaben), sondern Adverbiale können auch Ergänzungen sein, die vom Verb gefordert werden. Der Unterschied zu einem grammatischen Objekt besteht darin, dass Adverbiale weder regierten Kasus vom Verb erhalten noch eine vom Verb festgelegte Präposition (Präpositionalobjekt). Räumliche Adverbiale sind der häufigste Fall unter diesen adverbiellen Ergänzungen.
Positionsadverbiale, die Ergänzungen (bzw. Argumente) sind, kommen mit Positionsverben vor, etwa:
- „Anna sitzt auf dem Balkon.“
- „Der Saft steht im Kühlschrank.“

Solche Positionsbestimmungen können zwar wegfallen, wenn in bestimmten Kontexten andere Informationen mehr im Fokus sind („Ich kann wegen meiner Rückenschmerzen nicht sitzen“), sie zählen aber als Ergänzung, weil sie in der Verbbedeutung vor-angelegt sind und so mit der Positions-Bedeutung des Verbs in enger Wechselwirkung stehen. Dies ist anders in einer Kombination wie
- „Er singt unter der Dusche“,

obwohl tatsächlich im Endergebnis in beiden Fällen eine Ortsbestimmung geschieht.
Richtungsangaben sind anscheinend nie frei zusetzbar; sie können nur mit direktionalen Verben vorkommen und zählen daher immer als Argumente. Je nach Verb entstehen unterschiedliche Arten von Richtungsbedeutung:
- „Sie lief schnell ins Haus.“ (Bewegungsverb, sukzessive Ortsveränderung)
- „Sie stellte die Flasche auf den Tisch.“ (kausatives Positionsverb, Verursachung einer Ortsveränderung; die Direktionalergänzung bezeichnet nur einen Ortsunterschied, keinen kontinuierlichen Weg[14])
- „Die Straßenlaterne leuchtet in mein Zimmer.“ (Emissionsverb, Ausbreitung, unklar ob Bewegung)
- „Sie schaut in den Garten.“ (Richtung, keine Bewegung)
- „Der Wald reicht bis ans Ufer.“ (Erstreckung, keine Bewegung)

Allenfalls muss die Bedeutung des Verbs abgewandelt werden, indem eine Bedeutungskomponente der Bewegung hinzugefügt wird (auf die der direktionale Präpositionalausdruck ja nicht festgelegt ist). Dies kann regelmäßig bei Geräuschverben geschehen:
- „Der Wagen rumpelte in den Hof.“ (Eigenbewegung)
- „Der Pudding klatschte auf den Boden.“ (Eigenbewegung)
- „Er klatschte die Papiere auf den Tisch.“ (kausativ)

Auch hier handelt es sich also nicht um die freie Hinzufügung einer Angabe, sondern um eine Wechselwirkung des Direktionals mit einer Bedeutungskomponente des Prädikats (nach dessen Bedeutungsanpassung). Im letzten Beispiel ist das Direktional auch gar nicht weglassbar.

### Ereignisbezug und Satzbezug
Mit Blick auf ihre Rolle im Satz lassen sich bei Ortsangaben drei Bedeutungsfunktionen unterscheiden:
- Rahmenadverbiale, die den Geltungsbereich der Aussage abstecken
- Lokalisierungsadverbiale, die den Ort der vom Verb beschriebenen Situation angeben
- Ereignis-interne Lokalisierungen, mit denen nur Komponenten des Ereignisses lokalisiert werden, nicht die Gesamtsituation

Die lokativen Rahmenadverbiale zählen zu den Satzadverbialen, die anderen beiden Typen von Lokalisierungen sind verbbezogene Adverbiale (Ereignisadverbiale), die unterschiedlich eng zum Verb stehen.
Bei Direktionalen gibt es hingegen keine Verwendung als Satzadverbial, sie sind stets verbnahe Ergänzungen.

#### Lokative Rahmenadverbiale vs. Ereignislokalisierung
Rahmenadverbiale betreffen die Gültigkeit der Aussage, nicht den Ort, an dem ein Ereignis stattfindet. Sie sind grammatisch gesehen zwar weglassbare Angaben, aber die Weglassung kann die Gültigkeit der Aussage zerstören – so folgt der zweite Satz unten nicht aus dem ersten:
- „In Amerika fahren alle Leute riesengroße Autos.“

≠ „Alle Leute fahren riesengroße Autos.“
(Dieser Effekt entsteht, weil Rahmenadverbiale wie „In Amerika...“ zur Einschränkung der Aussage dienen und Einschränkungen für die Wahrheit von Allaussagen kritische Bedeutung haben.)
Eine Ortsangabe für ein Ereignis ist jedoch eine zusätzliche Information, die weggelassen werden kann:
- „Alle Absolventen bekamen ihre Zeugnisse in der Turnhalle.“

→ „Alle Absolventen bekamen ihre Zeugnisse.“

#### Ereignisinterne Lokative vs. Ereignislokalisierung
Die dritte Gruppe der „ereignisinternen“ Modifikatoren spezifiziert eher die Prädikatsbedeutung als dass das Ereignis lokalisiert wird:
- ereignisintern: „Die Bankräuber entkamen auf Fahrrädern“.[19]
- vgl. Ereignis-Lokalisierung: „Die Bankräuber entkamen der Polizei auf der Autobahn.“[20]

Im ersten Beispiel ist zwar „auf Fahrrädern“ eine Positionsangabe (die Bankräuber sitzen auf Fahrrädern), aber die Lokalisierung des Ereignisses „entkommen“ wäre nicht das Fahrrad, sondern die gesamte Strecke, die aus dem gefährlichen Bereich herausführt, so wie im zweiten Beispiel: Die Autobahn umfasst Orte, wo die Bankräuber noch von der Polizei verfolgt werden und auch einen Ort, ab wo sie außer Reichweite sind und somit entkommen sind. Eine Lokalisierung des Ereignisses „entkommen“ muss alle diese Orte umfassen.

#### Konsequenzen für die Wortstellung bei Ortsadverbialen
Aufgrund dieser unterschiedlichen Funktionen gibt es auch keine einfache Wortstellungsregel für eine allgemeine Kategorie „Lokaladverbial“ – sondern die verschiedenen Untertypen haben stark unterschiedliche syntaktische Eigenschaften:
- Rahmenadverbiale stehen besonders weit vorne im Satz, oft noch vor dem Subjekt.
- Für Ereignislokalisierungen ist eine normale Position im deutschen Satz die zwischen Subjekt und Objekt (Beispiel: „wenn wer wo was verloren hat...“).
- ereignisinterne Adverbiale sowie Direktionale stehen besonders eng am Verb, d. h. im Deutschen besonders weit hinten im Satz und so, dass sie den neutralen Satzakzent auf sich ziehen (durch Großbuchstaben symbolisiert):[23]
  - „Er hat sich im Museum mit jemandem verABredet“ (Ort, an dem die Verabredung erfolgte: Ereignislokalisierung)
  - „Er hat sich mit jemandem im MuSEUM verabredet“ (Ortsangabe als Inhalt der Verabredung: ereignisinterne Lesart; Intonationseinheit zusammen mit dem Verb).

## Beteiligte Wortarten und Wortbedeutungen

### Präpositionen
Präpositionen (inklusive Postpositionen) bilden eine der häufigsten und typischsten Formen von Lokaladverbialen. Beispiele räumlicher Präpositionen, die Orte bezeichnen, sind:
- „in, an, auf, neben, über, unter, vor, hinter, jenseits“ usw.;

eine lokale Postposition ist zum Beispiel „(ihm) gegenüber“.
Präpositionen verbinden sich mit einer grammatischen Ergänzung, die ein Bezugsobjekt einführt:
- Die Tassen sind in der Spülmaschine.

Hier werden also Orte durch Bezug auf einen Gegenstand bestimmt; dabei muss oft das Weltwissen über den Gegenstand herangezogen werden, zum Beispiel um zu wissen, dass die Spülmaschine einen Innenraum hat, der dann die gemeinte Raumregion ist. In dieser Raumregion wird der Gegenstand lokalisiert, auf den die Präpositionalphrase als ganze sich bezieht (hier: die Tassen). Bei einem Ausdruck wie „in der Wand“ oder „im Nebel“ verläuft die Interpretation auf andere Weise (da die Wand keinen leeren Innenraum hat und der Nebel auch keine äußere Begrenzung).
Richtungspräpositionen benutzen ebenfalls ein Bezugsobjekt, um die Lage und den Verlauf eines Weges durch den Raum oder eine Richtung zu bestimmen. Hier entstehen zusätzliche Unterscheidungen je nachdem, ob die Lage des gesamten Wegs gemeint ist („entlang des Flusses“, „um den See“) oder die Lage eines Anfangs-, Mittel- oder Endteils des Weges angegeben wird (so dass der Rest des Weges zu erschließen bleibt). Man unterscheidet im letzteren Fall drei Typen:
- Zielpräpositionen, d. h. Präpositionen, deren Bezugsobjekt den Endpunkt eines Weges markiert („in die Spülmaschine“),
- Ursprungspräpositionen, die den Anfangspunkt eines Weges angeben („aus der Spülmaschine“)
- „Via“-Präpositionen, deren Bezugsgegenstand den Mittelteil eines Weges verortet („durch die Türe“).

In der Fachliteratur wird festgestellt, dass eine Asymmetrie besteht, wonach Zielpräpositionen und die so durch Zielregionen definierten Pfade eine wichtigere Rolle spielen als ursprungsdefinierte Pfade, und zwar sowohl in sprachlicher als auch teilweise in kognitionspsychologischer Hinsicht.
So würden zum Beispiel Sprachen mehr verschiedene Präpositionen für Ziele unterscheiden als für Ursprünge, und Ursprungspräpositionen seien lexikalisch stärker spezialisiert. Man sieht dies im Deutschen: Hier können Ortspräpositionen auch als Richtungspräpositionen verwendet werden („in der Küche / in die Küche“) und bedeuten dann immer Zielangaben; die Ursprungspräpositionen „aus, von“ sind spezialisierte Richtungsangaben. – Zu den verschiedenen Wortbedeutungen von Präpositionen und den genaueren Analysen ihrer Interpretation siehe den Artikel Räumliche Relation.
Für die Verwendung in Lokaladverbialen kommt es auf die Eigenschaften an, die Präpositionalphrasen als ganze, nach außen, aufweisen, also dass sie insgesamt Orte oder aber Richtungen bzw. Wege bezeichnen, und evtl. dabei Ziele bezeichnen. Zusätzlich kann sich auch die Unterscheidung auswirken, ob ein Weg begrenzt (mit spezifiziertem Endpunkt) oder unbegrenzt ist (zum Beispiel „auf den Boden fallen“ oder „(immer weiter) auf jemanden zugehen“).

### Adverbien
Als Adverbien werden Einzelwörter bezeichnet, die nicht flektierbar sind und, anders als Präpositionen, ohne Ergänzung stehen. Auch lokale Adverbien können eine relationale Bedeutung ausdrücken. Das Bezugsobjekt ist dann lediglich mitverstanden, zum Beispiel weil es vorerwähnt ist oder aus der Sprechsituation ersichtlich ist:
- „Das Messer liegt rechts.“ (d. h. rechts vom Teller)
- „Der Schalter ist außen.“ (d. h. außerhalb des Zimmers, in dem die Lampe ist)

Typische Funktionen von lokalen Adverbien sind auch:
- der Ausdruck von deiktischen Bedeutungen (also bezogen auf den Ort der Äußerung): „hier, dort drüben“
- der Bezug auf absolute Raumrichtungen ohne Bezugsgegenstand („oben, unten“)
- quantifizierende, verweisende und Fragewörter für Orte („irgendwo, dort, wohin“)

### Adjektive
Adjektive, die für Ortsangaben gebraucht werden können, sind die Himmelsrichtungen „östlich, südlich...“ etc. sowie die von Richtungsangaben abgeleiteten Adjektive vom Typ „ostwärtig“ (vgl. das Richtungsadverb „ostwärt-s“):
- „die Versuche der Römer, ostwärtig (oder: östlich) des Rheins eine Provinz zu errichten.“[29]

Ortsangaben sind zu unterscheiden von Angaben über die Abmessungen oder Dimensionen eines Gegenstands. Manche Adjektive können allerdings in zwei Bedeutungen verwendet werden: In den folgenden Beispielen ist die erste Verwendung von „hoch“ die eines Dimensionsadjektivs, die zweite aber eine Positionsangabe:
- „Der Turm ist sehr hoch.“ (Dimensionsangabe: Abmessung des Turms vom Boden bis zur Spitze)
- „Die Lampe hängt sehr hoch.“ (Position, relativ zum Boden oder zur Reichweite einer Person gemessen)

Es ergibt sich also nur aus der letzteren Bedeutung ein Ortsadverbial. Während ein solcher Doppelsinn für „hoch, niedrig“ und „tief“ existiert, sind andere ähnliche Adjektive wie „lang, breit“ reine Dimensionsadjektive ohne Verwendung als Ortsadverbial.

### Nebensätze als Lokaladverbiale
Nebensätze, die Ortsangaben machen, beruhen auf Relativsätzen, die von entsprechenden Relativadverbien – Lokaladverbialen in Form von W-Wörtern – eingeleitet werden. Die adverbielle Funktion eines solchen Nebensatzes kann man mit einer Ersetzungsprobe sehen:
- „Bleib, wo du bist.“
- „Bleib an deinem Platz.“

In diesem Beispiel liegt auch wieder der Fall vor, dass ein Lokaladverbial vom Verb als Ergänzung gefordert wird, dies kann also ebenso durch Nebensätze erfüllt werden wie durch andere Ausdrücke.
Während Adverbialsätze sonst typischerweise mit spezialisierten adverbiellen Konjunktionen eingeleitet werden („obwohl, weil, nachdem...“), gibt es keine Konjunktionen mit lokaler Bedeutung im Deutschen.